# Adam Bielan
Adam Jerzy Bielan, né le 12 septembre 1974 à Gdańsk, est un homme politique polonais membre du parti Alliance. Il est député européen depuis le 2 juillet 2019.

## Biographie

### Formation et vie professionnelle
Après son baccalauréat dans un lycée de Gdańsk, il s'inscrit à l'École des hautes études commerciales de Varsovie (SGH). Il y étudie les relations internationales mais ne finit pas son cursus. Il y obtiendra finalement un diplôme de sciences politiques.

### Engagement politique
Lors des élections législatives du 21 septembre 1997, il est élu député de l'Alliance électorale Solidarité (AWS) à la Diète. Il rejoint le Parti conservateur-populaire (SKL) en 1998, puis l'Alliance de droite (PP) en 2001.
Il se représente aux élections législatives du 23 septembre 2001 dans la circonscription de Chrzanów, sur la liste présentée par Droit et justice (PiS). Réélu avec 7 063 votes préférentiels, il adhère à PiS en 2002.
Il est investi tête de liste aux élections européennes du 13 juin 2004 dans la circonscription de Cracovie. Sa liste se classe troisième avec 14,9 %, et il garantit son élection en totalisant 71 947 suffrages de préférence. Il siège au sein du groupe de l'Union pour l'Europe des nations (UEN), dont il est trésorier jusqu'en 2007, puis vice-président ; il appartient en outre à la commission du Développement régional jusqu'en 2006, puis à la commission du Marché intérieur et Protection des consommateurs.
Pour les élections européennes du 7 juin 2009, il cède la tête de la liste dans Cracovie à Zbigniew Ziobro et passe dans la circonscription de Varsovie-II. Il s'y fait réélire avec 61 305 voix préférentielles. Il rejoint le groupe des Conservateurs et réformistes européens (ECR) et continue de siéger à la commission du Marché intérieur.
Il décide de quitter Droit et justice en novembre 2010 et participe alors à la fondation de La Pologne est le plus important (PjN) aux côtés de proches des jumeaux Kaczyński. Il se retire du parti au bout de quelques mois et continue de siéger en tant qu'indépendant au sein du groupe ECR.
Le 20 janvier 2014, il adhère à La Pologne ensemble (PR), le parti de l'ancien ministre libéral de la Justice Jarosław Gowin. Il se représente au cours des élections européennes du 25 mai dans la circonscription de Cracovie mais échoue à conserver son mandat.
Dans la perspective des élections parlementaires du 25 octobre 2015, PiS passe un accord avec PR et Pologne solidaire (SP). Dans ce cadre, Adam Bielan postule aux sénatoriales dans la circonscription de Radom-II. Avec 77 912 voix, il est élu au Sénat. Lors de l'ouverture de la législature le 12 novembre, il est désigné vice-président de la chambre haute.